# Silvio Bonardi
Silvio Bonardi (Iseo, 1848 – Iseo, 1903) è stato un patriota italiano.

## Biografia

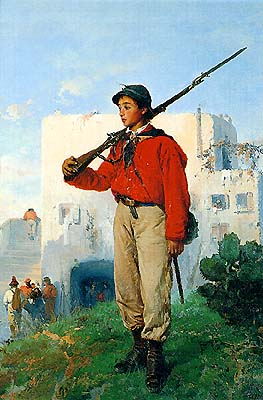
Sentinella garibaldina. Dipinto di Girolamo Induno

Nacque a Iseo, nel 1848 da Gian Maria Bonardi e Angelina Sedaboni, dodicesimo di 14 figli,si sposò con Maria Antonia Bonotti, anch'essa appartenente a una famiglia di ardenti patrioti. Quella dei Bonardi era una ricca dinastia borghese di industriali della seta (filande a vapore), impregnata degli ideali del Risorgimento. Il fratello Carlo (1837 - 1860) aveva fatto parte della spedizione dei “Mille” di Giuseppe Garibaldi ed era valorosamente caduto in combattimento a Calatafimi, mentre l'altro fratello Giuseppe (1836 - 1898) diventerà sindaco di Iseo e poi di Brescia dal 1883 al 1895.
Con lo scoppio della terza guerra d'indipendenza, iniziata il 23 giugno 1866, Silvio Bonardi si arruolò nel 2º Reggimento Volontari Italiani comandato dal tenente colonnello Pietro Spinazzi e fu incorporato nella 6ª Compagnia. Partecipò alle operazioni in Val Vestino e alla battaglia di Bezzecca del 21 luglio.
Di quella campagna militare rimane una lettera di Silvio Bonardi che scrisse al fratello Giuseppe:
(Antonio Fappani, La Campagna garibaldina del 1866 in Valle Sabbia e nelle Giudicarie, Brescia 1970)
Nel maggio del 1866 si arruolarono con le truppe garibaldine anche gli altri due fratelli, Pietro e Massimo (1850 - 1905); quest'ultimo aveva tentato di arruolarsi a Como con i garibaldini ma data la giovane età, aveva appena 16 anni, per interessamento di Giuseppe Zanardelli sarà congedato.
Nel 1867 Silvio combatté a Monterotondo e Mentana. Un documento a firma del colonnello garibaldino di origine bolognese Giuseppe Missori diceva infatti che “nella capitolazione venne compreso fra i difensori del castello”.
Il fratello Massimo fu avvocato, giornalista, Presidente dell'Ateneo di Brescia e della Sezione di Brescia del Club Alpino Italiano, Deputato del Regno d'Italia, sottosegretario alla Pubblica Istruzione durante il Governo di Rudinì ed alla Grazia Giustizia e Culti durante il Governo Pelloux I.
Silvio Bonardi, avvocato, fu Presidente, consigliere e fondatore di vari Enti assistenziali e patriottici, contribuì alla Fondazione dell'Asilo Infantile e della " Società del Tiro a Segno", uno dei primi poligoni di tiro in Italia e fu attivo anche in ambito culturale con la costituzione della "Biblioteca circolante" (AAVV, Atlante del Sebino e della Franciacorta "Uomini vicende e fatti", Grafo, Brescia, 1983).
Dal 1873 al 1890 Silvio Bonardi fu Presidente della "Società Operaia di Mutuo Soccorso Maschile e Femminile" di Iseo.
Morì a Iseo nel 1903.